# مقاطعة فيلنيوس
مقاطعة فيلنيوس (ليتوانيا: VILNIAUS apskritis) هي أكبر المقاطعات العشر في ليتوانيا، وتقع في شرق البلاد حول مدينة فيلنيوس. في يوم 1 يوليو عام 2010، تم إلغاء إدارة المحافظة، ومنذ ذلك التاريخ، مقاطعة فيلنيوس أصبحت كوحدة إقليمية.

## أعلام
- أوسيب سينكوفسكي